# Jarosław Rabiński
Jarosław Rabiński (ur. 1972) – polski historyk, doktor habilitowany, nauczyciel akademicki, związany z Katolickim Uniwersytetem Lubelskim, badacz dziejów najnowszych.

## Życiorys
Absolwent historii Katolickiego Uniwersytetu Lubelskiego. Doktorat w 2001 (Konstanty Turowski 1907-1983. Życie, działalność, myśl społeczno-polityczna; promotor: Ryszard Bender) i habilitacja w 2013 tamże. Pracownik Katedry Historii Najnowszej w Instytucie Historii Katolickiego Uniwersytetu Lubelskiego Jana Pawła II. Był stypendystą Polonia Aid Foundation Trust, laureat konkursów Ministerstwa Nauki i Szkolnictwa Wyższego na finansowanie projektów badawczych w dziedzinie nauk humanistycznych (2010, 2011). Jego praca Konstanty Turowski 1907–1983. Życie, działalność, myśl społeczno-polityczna była nominowana w 2008 roku do nagrody im. prof. Tomasza Strzembosza. Zajmuje się: działalnością partii chrześcijańsko-demokratycznych, polityką polską w okresie II wojny światowej, propagandą PRL.

## Wybrane publikacje
- Konstanty Turowski 1907-1983: życie, działalność, myśl społeczno-polityczna, Katowice: Wydawnictwo Unia 2008.
- Skompromitować Powstanie: zmagania komunistycznej propagandy z Powstaniem Warszawskim 1953-1956, Lublin: Wydawnictwo Werset 2012.
- Stronnictwo Pracy we władzach naczelnych Rzeczypospolitej Polskiej na uchodźstwie w latach 1939-1945, Lublin: Wydawnictwo KUL 2012.